# 2018年颶風萊恩
颶風萊恩（英語：Hurricane Lane），也譯作颶風雷恩，是個強勁的熱帶氣旋，於2018年8月下旬為夏威夷州帶來暴雨和強風。這場風暴是夏威夷州有記錄以來為該州帶來最多雨量的熱帶氣旋，茂纳凯亚火山東側山坡的最高降雨量達到1,473毫米。萊恩是破紀錄的2018年太平洋颶風季中的第十二個獲得命名的風暴、第六個颶風、第四個大型颶風，也是該季的三個五級颶風中的第一個，萊恩起源於8月13日一個在墨西哥西南方形成的低壓區。該系統向西橫越大氣和海洋條件有利的區域，在接下來的幾天裏穩步增強。8月18日，它達到四级飓风標準的首波最高強度。由於受較惡劣條件影響使增強趨勢暫停，颶風略有減弱，但隨後再次增強，並於8月22日在夏威夷州以南達到五級標準。萊恩的最高風速為每小時255公里，气压為926毫巴（百帕；27.34英寸汞柱）。此後，颶風轉向北移且移速放緩。在此期間，暴雨襲擊夏威夷群島的大部分地區。颶風再次受不利條件影響，並於8月28日降級為熱帶低氣壓，其後於翌日消散。
萊恩促使夏威夷州每個島嶼均接獲颶風觀察預警和警告。8月22日至26日，萊恩為夏威夷向風群島大部分地區帶來大雨，引發暴洪和泥石流。希洛及其周邊地區的影響最為嚴重，多個社區被洪水淹沒。大島上有159座建築遭損壞或摧毀。茂宜島的樹木和電線被強風吹倒，茂宜島和歐胡島均發生灌木叢火災。考艾岛出現一宗死亡事件。全州的道路被山泥傾瀉和水災損壞；維修工作於2019年4月完成。颶風造成的總經濟損失超過2.5億美元。九月，總統唐納·川普宣布夏威夷州大部分地區為災區；聯邦緊急事務管理署最終提供約1,000萬美元的援助。

## 氣象歷史
2018年7月31日，非洲西岸出現东风波。它向西橫越大西洋，幾乎沒有對流（陣雨和雷暴活動），然後於8月8日橫越中美洲並進入東太平洋洋盆。系統於8月11日爆發間歇性對流活動，並於8月13日在南下加利福尼亞州西南約1,415公里處形成一低壓區。系統組織有所改善，標誌着其在8月15日凌晨0時發展成熱帶低氣壓，這是該季第十四個低氣壓。北方的一個大型副熱帶高壓脊引導新生的系統整體向西至西北偏西方移動，並大約維持一周。根據德沃夏克衛星強度估計，系統在當天晚上成為熱帶風暴。國家颶風中心（NHC）將其命名為萊恩（Lane）。
系統在有利的環境條件，包括平均攝氏27.5至28度的溫暖海面溫度和微弱风切变中增強。從8月16日到18日，萊恩經歷快速增强。8月17日，一個清晰的內核在高空形成對稱的外流，微波衛星影像顯示氣旋較低層存在一風眼。這標誌着它增強為颶風，其風速超過每小時119公里。到8月18日早上，風暴呈現出直徑27公里寬的清晰風眼，四周環繞着非常深層的對流。當天中午12時左右，萊恩在南下加利福尼亞州西南約2,915公里處達到風力時速225公里的首波最高強度，達到萨菲尔-辛普森飓风风力等级中的第四級。
8月19日早上，中太平洋颶風中心（CPHC）在風暴橫越西经140度线後接管有關發佈這場風暴的公告和監測的責任。風暴的組織因風切變的增強而被擾亂，使對流從東向西拉長，眼牆西南方出現缺口。儘管中太平洋颶風中心多次預測風暴將繼續減弱，但萊恩在一整天仍維持強度。飓风猎人於8月20日開始空中偵察，發現該系統比衛星估計的更強。萊恩在靠近副熱帶高壓脊的西緣時，其移速有所減慢，並逐漸轉向西北移動。8月21日，颶風的風眼再次變得清晰，伴隨的對流也變得更加強烈。上午9時左右的偵察數據顯示颶風持續增強，一系列觀測數據得出的估計強度為每小時240公里。颶風獵人的持續觀察表明，萊恩於8月22日凌晨0時左右達到五级飓风標準。他們此時觀察到的風速為每小時270公里；然而，中太平洋颶風中心根據觀測和一系列衛星估計，評估其強度為每小時255公里。來自颶風獵人的步進頻率微波輻射計（SFMR）數據顯示，在上午6時左右錄得最高表面風速為每小時285公里，投落送觀察到中心气压降至最低的926毫巴（百帕；27.34英寸汞柱）。
8月22日，颶風萊恩在夏威夷州南岬東南約515公里處達到最高強度。一道上層低壓槽向其靠近導致風切變增強，颶風在8月23日再次減弱。翌日，萊恩的風眼繼續退化及其對流結構變得越來越橢圓形，颶風持續減弱。在此期間，颶風幾乎轉向正北移動。越來越強勁的風切變導致氣旋的內核崩潰。8月25日早上，環流中心從在東北部的微弱對流中暴露出來，標誌着萊恩降級為熱帶風暴。風暴突然減弱，恰逢風暴併入東風帶並轉向西移，遠離夏威夷群島。萊恩在夏威夷主群島以南和以西約240公里處掠過，為其最接近該群島的距離。儘管風暴本身繼續減弱，但其中心以東的陣雨和雷暴為整個夏威夷州帶來暴雨。8月26日至27日，萊恩的強度在熱帶風暴和熱帶低氣壓之間徘徊。在此期間產生出零星、有時甚至是強烈的對流。8月27日，萊恩的中心爆發對流，帶狀特徵向東發展，系統短暫地重新組織。翌日，對流遠離中心且不再發展，系統退化成殘留低氣壓。隨着環流變得越來越歪曲，氣旋在8月29日晚上被吸收到上層低氣壓中並消散。這個高層低氣壓最終將在9月1日沿著国际日期变更线發展為副熱帶風暴，中太平洋颶風中心給予編號第九十六。這場副熱帶風暴繼續向北移動數天，然後於9月4日被另一個溫帶氣旋吸收。

## 防災措施

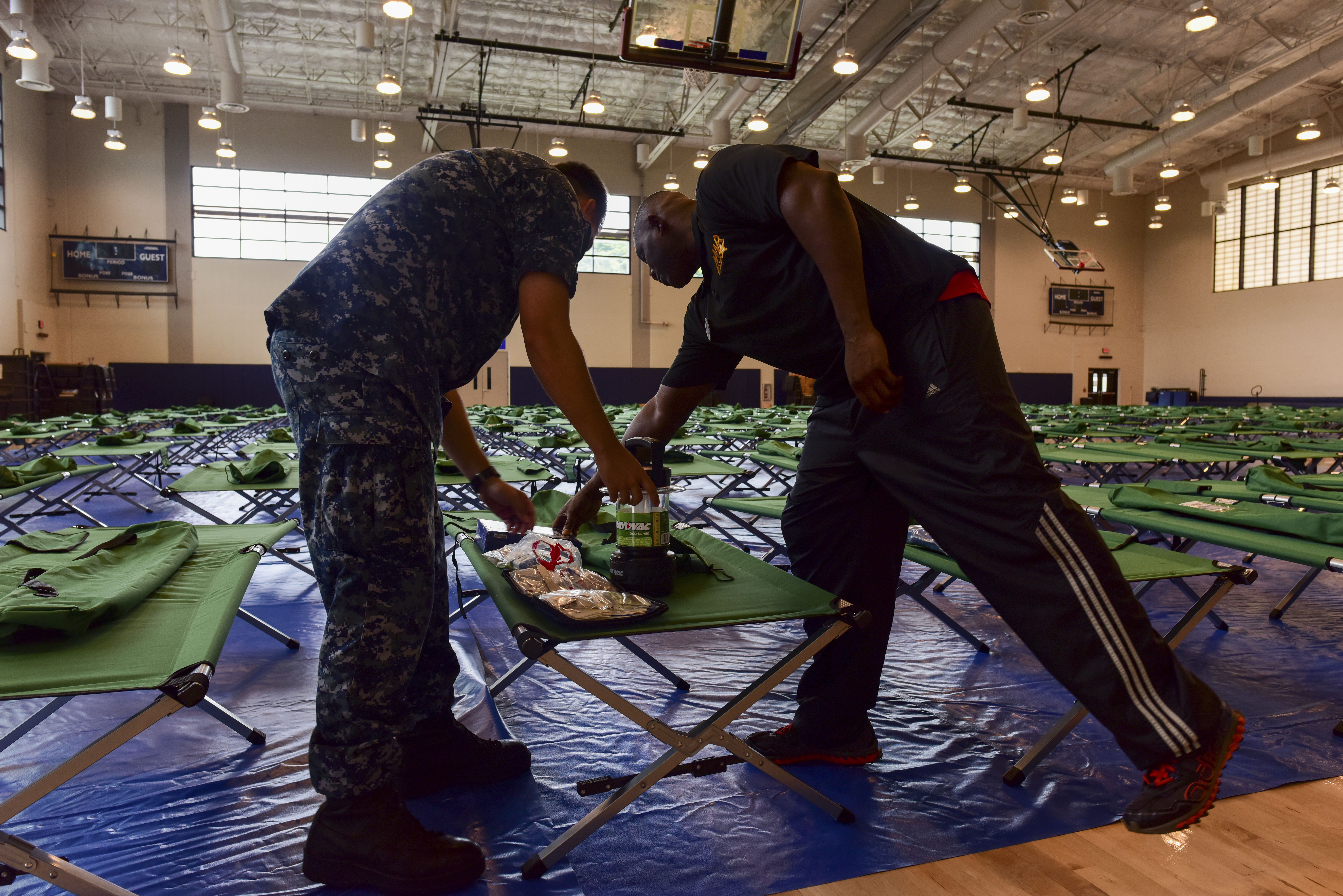
士氣、福利和娛樂的員工趁颶風萊恩來臨前在珍珠港-希卡姆聯合基地檢查應急準備包

颶風萊恩是自1992年颶風伊尼基以來威脅夏威夷州的最強勁風暴。8月21日至22日，當萊恩靠近夏威夷群島時，茂宜县、卡拉沃县、夏威夷縣、歐胡縣和考艾縣接獲颶風觀察預警和警告。由於不肯定颶風的最接近距離，導致大範圍地區均接獲觀察預警和警告。8月24日，預報員信心加強，導致警告範圍縮小。8月25日至26日，氣旋強度的下跌加上在同一時間遠離夏威夷州，所有觀察預警和警告均取消。
全州所有學區在8月22日至24日期間關閉，大島和茂宜島的所有非必要州政府僱員都接獲通知，在這幾天留在家中。夏威夷航空免除8月21日至26日期間所有涉及夏威夷州的機票改簽費。美國航空、夏威夷航空和聯合航空取消檀香山國際機場、希洛國際機場、卡互陸伊機場和利胡埃機場的20多個國內和國際航班。希洛和卡威希的所有商業港口於8月23日停止營運。許多州立公園和遠足徑因水災和山泥傾瀉的威脅而關閉。
8月22日，美國海軍和空軍在全州範圍內重新部署主要在珍珠港-希卡姆聯合基地的艦艇和飛機，以保護它們免受颶風吹襲。未進行維修的海軍艦艇收到命令出動，但仍與基地保持相對較短的距離，以便在有需要時進行快速救援工作。飛機被存放在機庫中或飛往在颶風預計路徑之外的機場。太平洋國家紀念公墓於8月24日至25日關閉，亞利桑那號戰列艦紀念館的遊覽活動亦暫停。總統唐納·川普宣布夏威夷州進入緊急狀態。美國國土安全部轄下的聯邦緊急事務管理署（FEMA）獲授權從8月22日開始協調救災工作，並在8月29日結束。超過3,900名聯邦緊急事務管理署人員已部署或已在該州協助善後工作。夏威夷州國民警衛隊讓280名現役軍人（其中120名已經參與基拉韋厄火山的救援）處於戒備狀態，以應對救援工作。如果需要，該州的陸軍國民警衛隊和空軍國民警衛隊還可提供3,000名人員。紅十字會在全州開設36個避難所，颶風來臨時已有825人使用這些避難所。

## 影響
颶風萊恩在夏威夷群島帶來破紀錄的降雨。由此引發的水災和山泥傾瀉造成廣泛破壞，導致一人罹難。全州發生超過3,000宗由損失引起的保險索償，總經濟損失超過2.5億美元。

### 夏威夷大島
儘管颶風萊恩在大島以西掠過，但8月22日至26日期間，該島東部地區被大量降雨侵襲。根據私人氣象站的測量，茂纳凯亚火山東側山坡的累積雨量最高，阿卡卡瀑布州立公園卡胡納瀑布（Kahūnā Falls）的最高累積雨量為1,473毫米。這使得萊恩成為夏威夷州有記錄以來帶來最多雨量的熱帶氣旋，超越1950年颶風希基期間錄得的1,300毫米。萊恩的最高總降雨量也是為美國帶來最多雨量的熱帶氣旋中排名第二，僅次於前一年的颶風哈維。希洛迎來有記錄以來最多雨量的三天，觀測到降水量為809毫米；僅8月24日就有380毫米的降雨量，這是該市有記錄以來錄得第五多雨量的一天。其他從風暴累積的總降雨量包括懷阿基亞-烏卡的1,257毫米、美國地質調查局位於薩德爾採石場氣象站（Saddle Quarry）的1,232毫米以及希洛懷亞基亞實驗氣象站的1,223毫米。希洛地區的降水量可能因該島迎風面的地形、雨帶的位置、氣旋產生的環境以及下降風而增加。在正在噴發的基拉韋厄火山，降雨引發輕微的落石。普納地區火山岩和土地的多孔性質有助減少徑流量。
水災導致全島多條道路封閉，其中包括環狀公路沿線的11號公路和19號公路的部分路段。多場山泥傾瀉淹沒阿科尼普勒高速公路的部分路段。在凱烏拉尼街（Kaiulani Street），水深達1.5米。懷阿基亞小學（Waiakea Elementary School）的六間教室以及希洛海灣的大部分地區也被洪水淹沒。夏威夷畝的居民被迫在被洪水淹沒的道路上棄車逃生，兩所房屋被山泥傾瀉摧毀。污水泵滿溢，使3,400萬公升的廢水流入希洛灣。8月23日，波卡海岸附近出現小型海龍捲風。整個大島有三所房屋被毀，23所房屋和三家企業遭受水災的嚴重破壞，另有113所房屋和17家企業遭受輕微破壞。在柯蒂斯敦，一家盆景苗圃遭受300至500萬美元的庫存損失，其中包括100棵被稱為「世界級」的樹。全島4,500名市民受到停電影響。該島的公共基礎設施損失超過2,000萬美元。

### 茂宜島和摩洛凱島

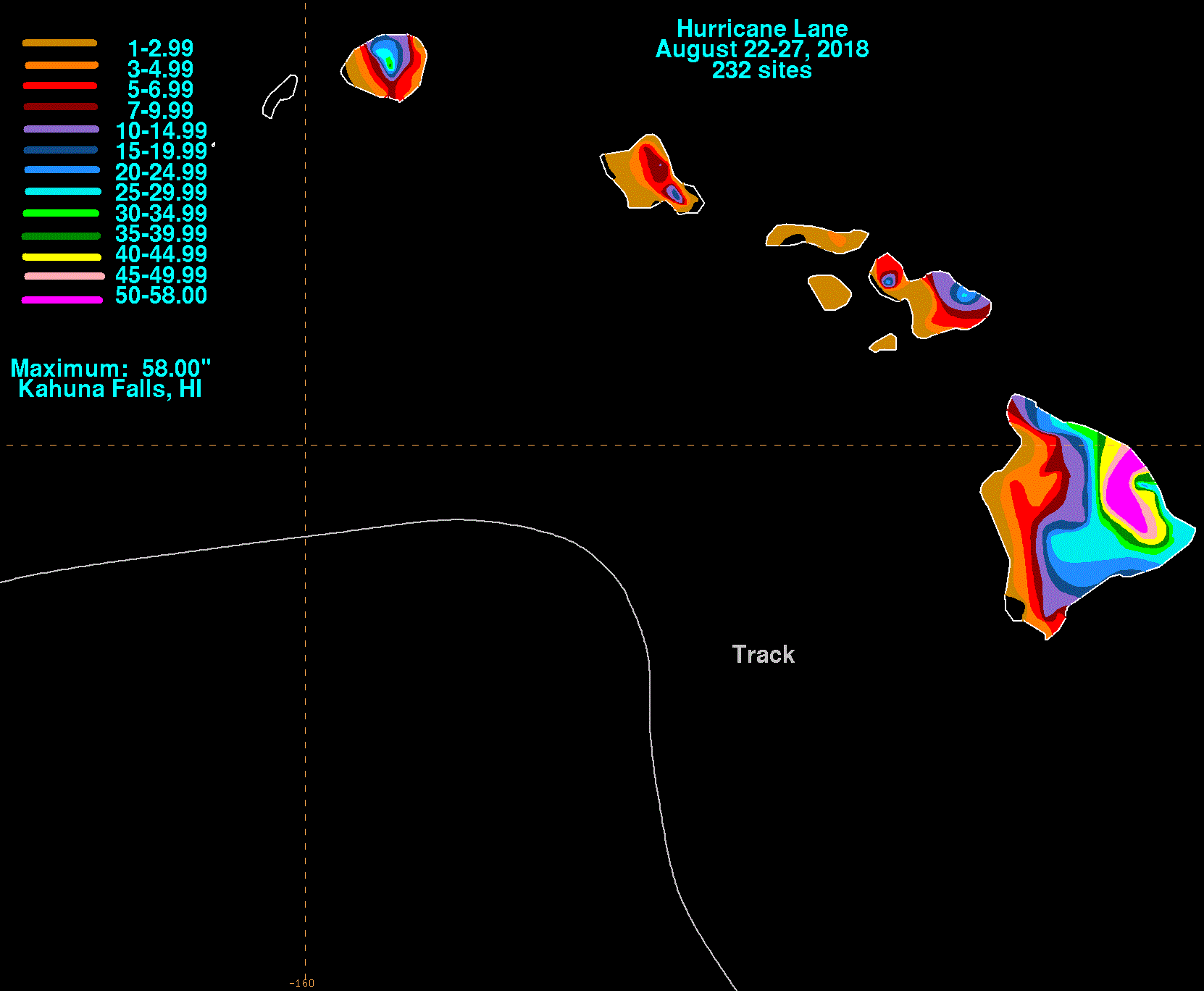
夏威夷群島遭受暴雨侵襲，大島東側山坡的降雨量超過1,300毫米

在萊恩抵達茂宜島前，該島的西部地區正受干旱影響。該島的山地地形導致夏季出現陡峭的降雨梯度，西側山坡的降雨量較少，東側山坡的降雨量則較多。當萊恩於8月23日靠近茂宜島時，與其相關的氣流有所增強，加上北側的高壓脊影響，在該島西部產生出強而乾燥的風。當天，馬卡沃的持續風速達到每小時71公里。樹木和電線被強風吹倒，導致茂宜島和摩洛凱島共11,450名居民斷電。風暴過後，居民因倒塌的電線而無法回家。乾燥的灌木叢地區發生火災，並在風速估計為每小時97至129公里的陣風的推動下迅速蔓延。其中最大的火災發生在考烏拉山谷（Kauaula Valley），燒毀面積達11平方公里，並造成兩人受傷，一人因燒傷，另一人因吸入濃煙而受傷。消防員觀察到高達9.1米的火龍捲。共有600人因山火而疏散，其中包括一些來自颶風避難所的人。大火燒毀22所房屋，導致60人無家可歸；它還燒毀30輛汽車。火焰蔓延到拉海納盧納高中的田徑場。僅考烏拉山谷火災造成的損失就達430萬美元。拉海納市政中心附近發生第二宗火災，燒毀卡納帕利的3.2平方公里土地和一所房屋。留在拉海納中學（Lahaina Intermediate School）的26名被撤離者因火災被迫搬離。大約十幾家農業企業和農民因火災而蒙受數十萬美元的損失，其中一些企業和農民損失大部分農作物和設備。一個可可農場的樹葉因強風而全部掉落。庫亞農業教育中心（Ku’ia Agricultural Education Center）損失60%的農作物和40%的基礎設施。第三場火災發生在馬利亞附近，但並無任何事故發生。消防員因惡劣條件而無法使用直升機，其回應時間也因道路被燒毀而減慢。8月26日，當萊恩的風力減弱後，消防員成功控制火勢。起火原因一直未能查明；然而，茂宜縣警察局確定不涉及縱火。
茂宜島的降水量主要集中在8月25日，在西懷盧艾基（West Wailuaiki）的最高累積雨量為650毫米。哈納機場和哈伊庫均觀測到約 270毫米的降雨量。降雨幫助消防員控制叢林大火。哈納和卡赫基利公路沿線發生多處山泥傾瀉。基尼附近的一座橋樑被0.91米深的水淹沒，女兒牆和部分地基被毀。拉海納繞道沿線大約25個路標誌被吹走或燒毀。在拉海纳，當地的水上運動中心受到輕微損壞。哈伊庫附近的涵洞破裂，形成約6.1米深的沉洞。三處有人居住的住宅均被逼與外界隔絕。與沉洞相關的修復費用估計達到200至250萬美元。

### 考艾島和歐胡島
8月27日至28日期間，考艾岛出現暴雨，懷阿瀝阿瀝火山的最高降雨量達到883毫米。;河流和溪流的水位因大雨而上漲，特別是在懷尼哈和哈納萊伊山谷（Wainiha and Hanalei Valleys），河水淹沒道路和芋頭農地。在科洛阿，一名男子跳入河中拯救一隻狗後遇溺身亡。庫希歐高速公路沿線的道路因洪水和瓦礫而被迫封閉。水災還影響哈納萊伊小學，迫使學生提前放學。懷尼哈的風速達到每小時89公里，並導致停電。一些受災最嚴重的地區此前曾在四月份遭受破紀錄的水災影響。
影響考艾島的雨帶於8月28日上午到達歐胡島；莫阿納魯阿的降雨量達到249毫米。沿着卡美哈美哈高速公路而流的卡利希溪（Kalihi Stream）河水氾濫，阿拉威运河淹沒威基基的街道。卡利希和卡內奧赫的部分萊克利克高速公路被洪水堵塞。陣風造成輕微損壞，且主要局限於倒下的樹木和柵欄。一所位於馬基基的房屋屋頂受損，凱穆基發生停電。歐胡島部分地區發生灌木叢火災，但並未造成嚴重破壞。從颶風萊恩、奧利維亞和諾曼長時間引發的破壞性海浪導致歐胡島北岸出現大範圍侵蝕。

## 善後

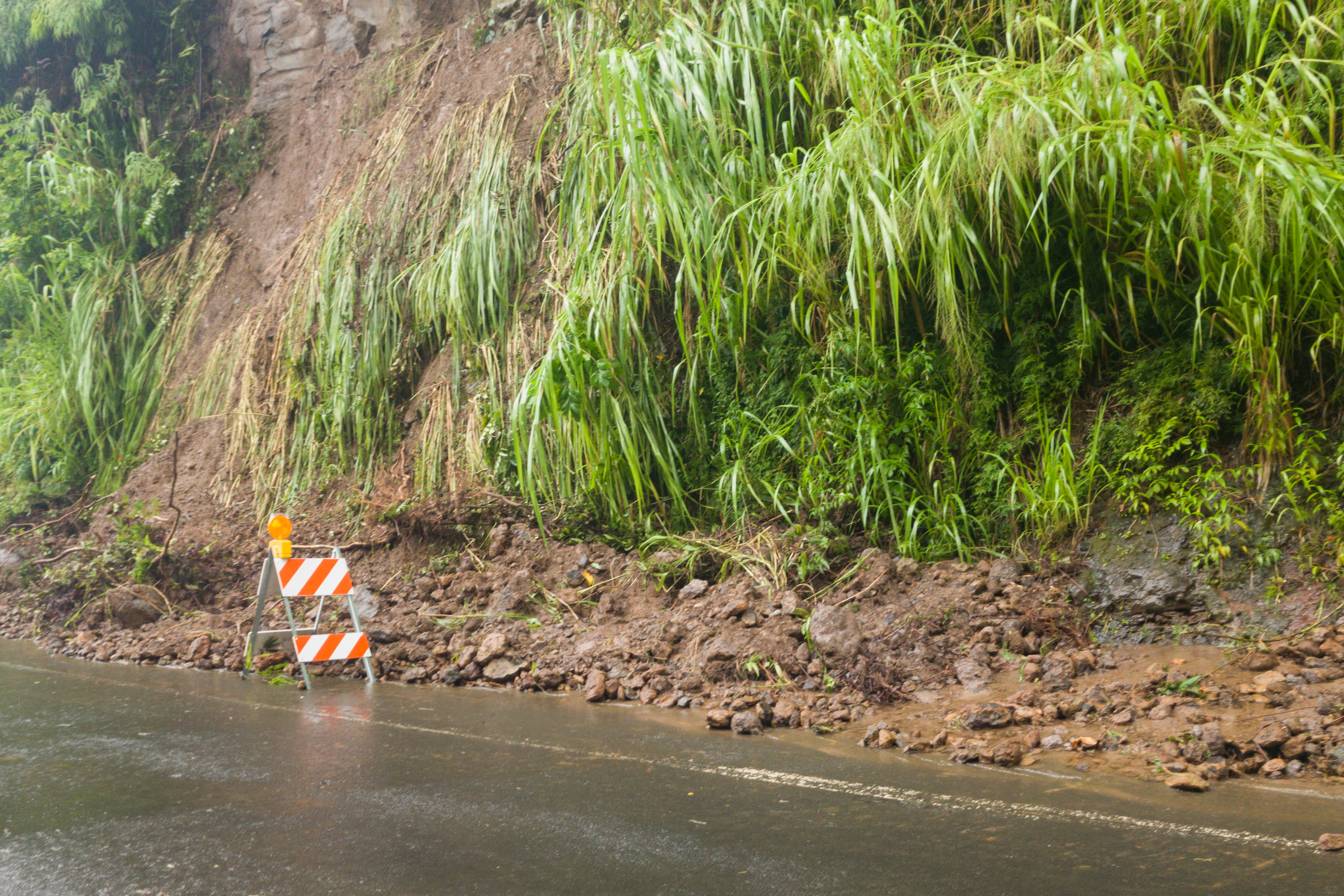
夏威夷全州多處出現山泥傾瀉，堵塞道路並影響出行

來自所有的手和心、盧比肯隊和美南浸信會救災的志願者協協助居民清理水災破壞並清除霉菌。8月29日，中央太平洋銀行宣布一項新的災難貸款計劃，將為符合條件的申請人提供1,000至10,000美元。9月4日，由於希洛灣出現徑流和污水洩漏，官員建議居民遠離大島的哈瑪庫亞海岸和洛帕霍霍之間的沿海水域。總統特朗普於9月27日向除檀香山市縣以外的所有縣簽署災難聲明，以便分配聯邦資金。聯邦緊急事務管理署最終提供大約1,000萬美元的公共援助。福聯超級市場和西联汇款向美國夏威夷州紅十字會提供高達40,000美元的捐款。風暴過後，西北血液廠向夏威夷州輸送血液。
最初，由於道路被瓦礫覆蓋，燒毀的地區不准通行，電力較難才能恢復。茂宜島電力公司與夏威夷州電力公司簽訂合同工以加快維修速度。為拉海納供電的六根電線桿需要更換。夏威夷縣議會從預算中重新撥款1,000萬美元，用於修復該縣的設施。該島東部地區用於修復受損道路和橋樑的費用估計達到3,500萬美元。環狀公路沿線有五段路堤需要砌築加固。一場發生在帕派庫附近的一次山泥傾瀉迫使工作人員修建一堵機械穩定牆。他們還穩固卡普埃大橋（Kapue Bridge）的地基。200號公路沿線的排水系統因過多的降雨徑流而損壞，修復工程已於2019年4月完成。
在茂宜島，火災被證明是颶風造成的最具破壞性的後果。8月30日，茂宜縣聯邦信用社（Maui County Federal Credit Union）向拉海納火災受害者啟動救災計劃。國際仁人家園茂宜島分部通過購買電器和提供供應商折扣（即木材）來協助居民重建家園。多家當地企業向該機構捐款。兩個餐飲集團和老拉海納盧奧（Old Lahaina Lu'au）分別捐贈50,000美元和10,000美元；前者還在10月13日舉行一場籌款活動，期間四家餐廳銷售額的20%將捐贈給國際仁人家園。霍諾科懷的一名居民在組織一場籌款活動，收到超過15萬美元的捐款。夏威夷事務辦公室批准向20個家庭提供35,000美元的資金，其中11個家庭每人2,000美元，其餘9個家庭每人1,000美元。然而，火災發生一年後仍未收到任何援助物資。10月21日的一場慈善音樂會籌集了5萬美元，平均分配給10個沒有保險或其他經濟援助的家庭。在考烏拉山谷被毀的11所房屋中，只有一所在2019年8月前完成重建。其他居民仍由親戚照顧或住在無家可歸者收容所。
旅遊業因基拉韋厄火山噴發和颶風萊恩同時發生而產生負面影響。儘管遊客數量較2017年有所增加，延續其長期上升趨勢，但1.4%的增幅是2016年5月以來的最低水平。與2017年8月相比，2018年8月茂宜島的酒店入住率下降4.1%，遊客總體支出下降2.6%。島上旅遊業在九月初恢復至正常水平。
2019年1月，受萊恩影響，夏威夷大島上至少有11人無家可歸。2019年4月，美國和夏威夷縣政府分別提供307.5萬美元和102.5萬美元，用於修復被風暴沖垮的皮伊霍努阿大堤（Piʻihonua Levee）。希洛近海的一個水質浮標在風暴中消失，已於2019年7月重新設立。美國國會於2020年6月11日向夏威夷縣撥款1,195,089.75美元，用於修復哈瑪庫亞馬馬拉霍高速公路（Mamalahoa Highway）沿線的大橋。同樣地，聯邦緊急事務管理署於2020年11月24日撥款2,246,668.50美元，用於修復舊馬馬拉霍高速公路受損的路段。聯邦緊急事務管理署撥款約150萬美元用於修復魏安鲁鲁大道大橋（Waianuenue Avenue Bridge）。夏威夷縣公共工程部於2021年9月宣布，將開始在馬克亞河（Makea Stream）上建造一座臨時橋樑。該橋於2022年1月8日建成並於當日通車。可勒可勒大橋（Kolekole Bridge）的修復工作於2021年9月開始，目前仍在進行中。
颶風萊恩和其他幾宗災難發生後，檀香山市制定一項計劃，建立一個新的緊急行動中心，以應對更嚴重的自然災害。該項目的成本估計為3,860萬美元，預計於2022年10月開始施工。

## 外部連結
- 美國國家颶風中心有關颶風萊恩的公告存檔（页面存档备份，存于）
- 中太平洋颶風中心有關颶風萊恩的公告存檔